# Чунгур
Чунгур (алб. Çungur) је насељено место у општини Пећ, на Косову и Метохији.

## Положај
На основу члана 16. Закона о територијалној организацији Републике Србије, Чунгур је засебно насеље настало издвајањем из насеља Накло. Међутим, према привременим органима самоуправе тзв. „Републике Косово“, територија Чунгура припада катастарској зони Накло.

## Становништво
Према званичним пописима, Чунгур је имао следећи број становника:
| Демографија | Демографија | Демографија |
| Година      | Становника  | Становника  |
| ----------- | ----------- | ----------- |
| 1948.       | 272         |             |
| 1953.       | 318         |             |
| 1961.       | 395         |             |
| 1971.       | 546         |             |
| 1981.       | 698         |             |
| 1991.       | 411         |             |